# 近藤隆 (実業家)
近藤 隆（こんどう たかし、1949年 - ）は、日本の技術者、実業家。三洋薬品HBC株式会社代表取締役社長（初代）。
清水製薬株式会社での勤務を経て、富士カプセル株式会社取締役、三生医薬株式会社社長（初代）、サンカプセル株式会社社長（初代）、近藤ホールディングス株式会社社長（初代）などを歴任した。

## 概要
静岡県出身の実業家である。清水製薬で企画、開発、学術などの業務に携わったのち、富士カプセルに転じ取締役として経営に参画した。その後、妻とともに三生医薬を創業し、わずか20年で売上高160億円規模に成長させ、業界2位のシェアを達成した。三生医薬の経営を退いてからは、新たに近藤ホールディングスを設立し、三洋薬品の経営再建などに携わっている。

## 来歴

### 生い立ち
1949年（昭和24年）、静岡県清水市にて生まれた。地元の小学校、中学校、高等学校を経て、静岡県により設置・運営される静岡薬科大学に進学し、薬学部にて学んだ。1971年（昭和46年）に静岡薬科大学を卒業すると、製薬業界に身を投じた。

### 実業家として
大学卒業後、清水製薬に入社した。当時、清水製薬は鈴与の傘下であり、武田薬品工業と協力関係にあった。この清水製薬にて、医薬品の企画、開発、学術といった業務を手掛けた。その後、富士カプセルの取締役の一人として名を連ねた。研究開発部にて部長に就任し、研究、開発を手掛けた。
1993年（平成5年）11月、三生医薬を創業し、カプセル剤や錠剤の受託製造事業に進出する。1994年（平成6年）8月には、子会社としてサンカプセルを設立した。三生医薬グループにおいては、ソフトカプセルの普及に努め、新分野への適用や技術の開発に尽力した。当時のソフトカプセル業界においては、アメリカ合衆国の企業が世界シェアの7割を占めており、これに対抗すべく邁進した。経営者であると同時に技術者としてもリーダーシップを発揮し、創業から20年で売上高160億円、従業員600名の規模にまで成長させ、アピに次いで業界2位のシェアを達成した。
「自分は最長でも65歳で完全引退させてもらう」と宣言しており、2008年（平成20年）3月、代表権を持ったまま会長に就任し、社長の座を四條和洋に譲った。しかし、自身に後継者がおらず。事業承継問題が俎上に上るようになった。また、三生医薬グループの経営課題として、日本国外への事業展開が不十分だと考えていた。2014年（平成26年）8月、三生医薬の会長を退任し、三生医薬グループの経営から自ら身を引いた。所有する全株式をカーライル・グループに売却し、同社のサポートの下で国外進出を加速させるという道を選び、後進に夢の実現を託した。なお、カーライル・グループの傘下に入った三生医薬からは、非役員の顧問の称号が贈られた。
その後、2015年（平成27年）11月2日に近藤ホールディングスを設立した。いちど経営破綻し再建の道を歩んでいた三洋薬品をはじめ、SVSコーポレーション、ONE FESTA、および、アクレスなどを吸収合併することにし、2019年（平成31年）1月1日に近藤ホールディングスを三洋薬品HBCに改組した。また、都築第一学園が設置・運営する横浜薬科大学においては、薬学部の客員教授を務めた。また、県と同名の公立大学法人により設置・運営される静岡県立大学においては、薬学部にて私財を投じて寄附講座を開設した。さらに、学生に対して留学や奨学金の支援を行っている。

## 人物
富士カプセルの研究開発部にて部長を務めていたが、その当時を振り返り「仕事人生の原点」であったと述懐している。特に、富士カプセルの2代目社長であった加藤咲郎の薫陶を受け、「加藤咲郎の最後の弟子」を自称している。咲郎は、日本で初めてソフトカプセルを製造し初代社長となった加藤宣安の養子にあたるが、新たな製造方式の導入を巡って両者は対立し、いちど富士カプセルを飛び出している。のちに咲郎は、新たな製造方式により生産効率を10倍に高めることに成功し、宣安にみとめられ富士カプセルに復帰している。

## 略歴
- 1949年 - 静岡県清水市にて誕生[1]。
- 1971年 - 静岡薬科大学薬学部卒業[6]。
- 1993年 - 三生医薬社長。
- 1994年 - サンカプセル社長。
- 2008年 - 三生医薬会長[7]。
- 2014年 - 三生医薬顧問[2]。
- 2015年 - 近藤ホールディングス社長。
- 2019年 - 三洋薬品HBC社長。

## 著作

### 単著
- 近藤隆著、山村基毅取材・構成『日本ソフトカプセル産業史――民族資本で守った男たち』出版文化社、2020年。ISBN 9784883386505

### 論文
- 近藤隆稿「新しいソフトカプセル食品の開発とその応用――特に耐水性カプセルと顆粒カプセルについて」『食品と開発』23巻2号、健康産業新聞社、1988年2月、32-36頁。ISSN 09113932
- 近藤隆稿「新しい食品形態としてのハードカプセル」『食品と開発』25巻12号、健康産業新聞社、1990年12月、42-47頁。ISSN 09113932
- 近藤隆稿「ソフトカプセル食品と油脂」『油脂』46巻4号、日本油脂新報社、1993年4月、43-50頁。ISSN 09125396
- 近藤隆稿「ソフトカプセル技術と健康食品への応用」『食品と開発』30巻2号、健康産業新聞社、1995年2月、16-19頁。ISSN 09113932
- 近藤隆稿「食べられるフィルム――健康食品とソフトカプセル」『高分子』45巻6号、高分子学会、1996年6月1日、398-399頁。ISSN 04541138

### 註釈
1. ↑  静岡県清水市は、静岡市と新設合併し、2003年に新たな静岡市が設置された。
2. ↑  静岡薬科大学は、静岡女子大学、静岡女子短期大学と統合され、1987年に静岡県立大学が設置された。
3. ↑  清水製薬株式会社は、2005年に味の素メディカ株式会社に改組された。
4. ↑  サンカプセル株式会社は、2014年に三生医薬株式会社に吸収合併された。
5. ↑  近藤ホールディングス株式会社は、三洋薬品株式会社、SVSコーポレーション株式会社、株式会社ONE FESTA、株式会社アクレスを吸収合併し、2019年に三洋薬品HBC株式会社に改組された。